# 五洲國際
五洲國際控股有限公司，簡稱五洲國際控股，以及五洲國際（英語：Wuzhou International Holdings Limited，港交所除牌前：1369.HK），於2004年由舒策城（主席）、舒策丸（首席執行官）和舒策員創立名為「無錫中南置業投資有限公司」。
招股價為1.5港元，全球發售為1,140,740,000股，集資額為17億港元。股份在2013年6月13日於港交所主板上市，也就是和和諧汽車上市日期。
業務在國內經營无锡市、建湖市、浙江省杭州市、山东烟台市、乐陵市、云南大理市及湖北襄阳市等开发、运营商业地产项目，總部位於中国无锡市广益路287号（哥伦布广场5号楼）19楼（主要活動場地）。
2018年5月25日，五洲國際股價大跌85%。
2020年12月8日，港交所勒令五洲國際除牌，而在除牌期內，公司強制執行令訂立的和解協議。

## 連結
- wz-china.com（页面存档备份，存于）